# Тіно Россі
Тіно Россі (фр. Tino Rossi, при народжені  Константен Россі, фр. Constantin Rossi; 29 квітня 1907, Аяччо — 26 вересня 1983, Нейї-сюр-Сен) — французький співак та актор корсиканського походження; єдиний  естрадний артист Франції, продаж дисків якого перевищив 500 млн екземплярів.

## Біографія
Народився в місті Аяччо на французькому острові Корсика в багатодітній сім'ї кравця Лорана Россі (фр. Laurent Rossi) та Євгенії (фр. Eugénie), у яких було 8 дітей. З дитинства вирізнявся пристрастю до співів та чистотою свого голосу. Часто прогулював шкільні заняття. У юному віці полюбляв грати не гітарі та співав у кафе рідного міста. Ставши дорослим закохався у скрипальку Анні Марлан (Annie Marlan; 1907—1981), разом з нею перебрався в середині 1920-х років на Лазуревий Берег. Одружився із нею у місті Тулон, в о́сінь 1927 року. Незабаром у них народилася дочка П'єретта (Pierrette; 1927—2011). Через те, що Россі не міг знайти постійну роботу в Тулоні, його дружина пішла від нього.
Повернувшись до Аяччо, влаштувався за допомогою батька у місцеве казино та одружився у другий раз, — на секретарці директора того ж казино Фостіні Фратані (Faustine Fratani; 1912—1985). Втратив роботу, коли казино згоріло в 1929 році. Він удруге перебрався з дружиною на континентальну частину Франції, але в казино в Екс-ан-Провансі  його не взяли навіть за рекомендаціями. Сімейна пара переїхала до Марселю, де Россі заробляв на життя різними малими підробітками. Россі був і паркувальником автомобілів; пірнальником, працював, як швейцар в нічній забігайлівці…).

### Початок співочої кар'єри
Він продовжував співати вечора́ми. Одного разу під час таких підробітків, коли він співав у барі, його помітив провансальський баритон Адрієн Легро (Adrien Legros; 1903—1993). Він представив його антрепренеру Луї Алльону (Louis Allione) на прізвисько «Малюк Луї», який запропонував йому невеликий тур малими містами південної Франції. Тур повинен був розпочатися із містечка Лорі. На перших концертах Россі оголошували як «короля ліричних співаків» (фр. Le Roi des chanteurs de charme). Незабаром він скоротив своє ім'я від корсиканського «Константіно» до Тіно.
У 1932 році в Марселі він побачив оголошення, в якому говорилося, що можна записати голос за копійки («Enregistrez votre voix pour cent sous»). Россі записав пісню на диску із бляхи щоб подарувати його своїй мамы. У крамничці для звукозапису в той час був присутній співробітник компанії «Parlophone Records» і той запросив його до Парижу для запису першої платівки, призначеної для широкої аудиторії, за яку Россі заплатили тисячу франків. В записаному міні альбомі було дуже багато пісень присвячених Корсиці, наприклад, «O Ciuciarella» та інших простих пісень, як колискова «Ninni Nanna». Цей альбом став першим електромеханічним записом корсиканських пісень.
3 березня 1933 року в Марселі Россі підписав контракт виступів як теноріно. За умовами цього контракту він повинен був працювати протягом 7 днів із чотирнадцятьма концертами в театрі «Альказар», потім він виступав у прославленому марсельському Театрі вар'єте (Théâtre des Variétés). Через його успіхи та талант ним зацікавилась фірма «Колумбія», із якою в тому ж році Тіно Россі уклав контракт.
Перед початком Другої Світової Війни Тіно Россі був головною приманкою білетних кас в кінотеатрах у франкомовному світі. Тіно Россі почав свою кінокар'єру у фільмі «Московські ночі» (1934 р.), але перший успіх прийшов до нього після фільму «Марінелла» (1936 р.).
В період окупації Франції Третім Рейхом кар'єра Россі досягла свого піку. Фільми «Моя любов перед тобою» (1943 р.) та «Острів кохання» вважаються одними з найкращих в його кар'єрі (1944 р.).
Після звільнення Франції влада переслідувала Россі за його співробітництво із французьким гестапо, але більш за все його звинувачували за колабораціонізм і через співпрацю із Легіоном Французьких Волонтерів. Він був заарештований у жовтні 1944 року та провів три тижні в тюрмі неподалік від Парижу.
У 1938 році він уперше був на гастролях у Північній Америці, а сингл «Vieni Vieni» очолював чарти США майже 7 місяців. У 1940-ві на початку 1950-их, не зважа́ючи на тяжкий гастрольний графік та безкінечні зйомки, артист знаходив час для запису платівок. Його репертуар варіювався від романтичних балад, серенад та танго, до народних пісень Корсики та Південної Америки. Одним із найбільш знаменитих творів, які він виконував стала пісня «Малий Дід Мороз» (Petit Papa Noёl). Сьогодні це класична різдвяна пісня, яка вперше пролунала із екранів телевізорів у фільмі Рішара Потьє «Destin» у 1946 році. Ця пісня перевидається у Франції кожний рік, досягнувши продажу 30-мільйонів.
У 1945 році відбувся суд над співаком. Вирок був відносно м'яким. На відміну від своїх колег, Россі отримав майже символічні відсторонення від роботи. Згодом він знову почав з'являтися у фільмах, в основному як співак.
У 1948 році Тіно Россі одружився з Лілією Ветті, молодою танцівницею, яку він зустрів у 1941 році. У них народився син Лоран (1948—2015). Співак був одружений з нею до своєї смерті.
У 1950-1960-ті роки талановитий артист захопився новим для себе жанром — оперетою, граючи в постановках «Mediterranee», «Naples au Baiser de feu», «Le Temps des guitares», «Le Marchand de bonheur», із якими гастролював по всій Європі.
1982 року за заслуги перед Францією та її культурою президент Франсуа Міттеран нагородив Тіно Россі званням командора ордена Почесного легіону.
В тому ж році Россі дав свій останній концерт в казино Парижу.
Тіно Россі помер від раку 26 вересня 1983 року.

## Фільмографія
Список фільмів із участю Тіно Россі:
- 1934 — «La cinquième empreinte» (виконав пісню «Du fond du cœur»)

- 1934 — «Adémaï au Moyen Âge»

- 1934 — «Les Nuits moscovites», реж. Алексій Грановський

- 1934 — «L'Affaire Coquelet»

- 1935 — «Justin de Marseille» (виконав пісню «Premier amour»)

- 1935 — «Vogue, mon cœur» (виконав пісню «Vogue mon cœur»)

- 1935 — «Marseille» (док. фільм; виконав пісні «Pour t'avoir au clair de lune» и «Mais on ne se voit pas»)

- 1936 — «Marinella»

- 1936 — «Au son des guitares»

- 1937 — «Naples au baiser de feu»

- 1938 — «Lumières de Paris»

- 1942 — «Fièvres», реж. Жан Деланнуа

1943 — «Le Soleil a toujours raison»
- 1943 — «Le Chant de l'exilé»

- 1943 — «Mon amour est près de toi»

- 1944 — «L'Île d'amour»

- 1946 — «Серенада під хмарою» / Sérénade aux nuages, реж. Андре Кайат

- 1946 — «Le Gardian»

- 1946 — «Destins»

- 1947 — «Le Chanteur inconnu»

- 1948 — «Прекрасна мельничиха» / La Belle Meunière, реж. Марсель Паньоль

- 1949 — «Deux amours»

- 1949 — «Marlène»

- 1950 — «Envoi de fleurs»

- 1951 — «Au pays du soleil»

- 1952 — «Paris chante toujours»

- 1952 — «Son dernier Noël»

- 1954 — «Таємниці Версалю» (Якщо б Версаль розповів би про себе) / Si Versailles m'était conté… , реж. Саша Гітрі

- 1954 — Муки / Tourments

- 1963 — «Jusqu'au bout du monde» (виконання пісні «Le Pinzutu»)

- 1970 — «L'Âne de Zigliara», перша назва «Une drôle de bourrique» (виконав пісню «Mon pays»)

## Вшанування пам'яті
У рідному місті співака Аяччо названо вулицю і парусну гавань на його честь, а в Ньйон-сюр-Марн існує Площа Тіно Россі. Унікальний статус Тіно Россі на Корсиці відображений у декількох (дещо прихованих) посиланях на нього в коміксі «Астерікс у Корсиці» (1973) від Удерзі і Джоснинні

## Галерея

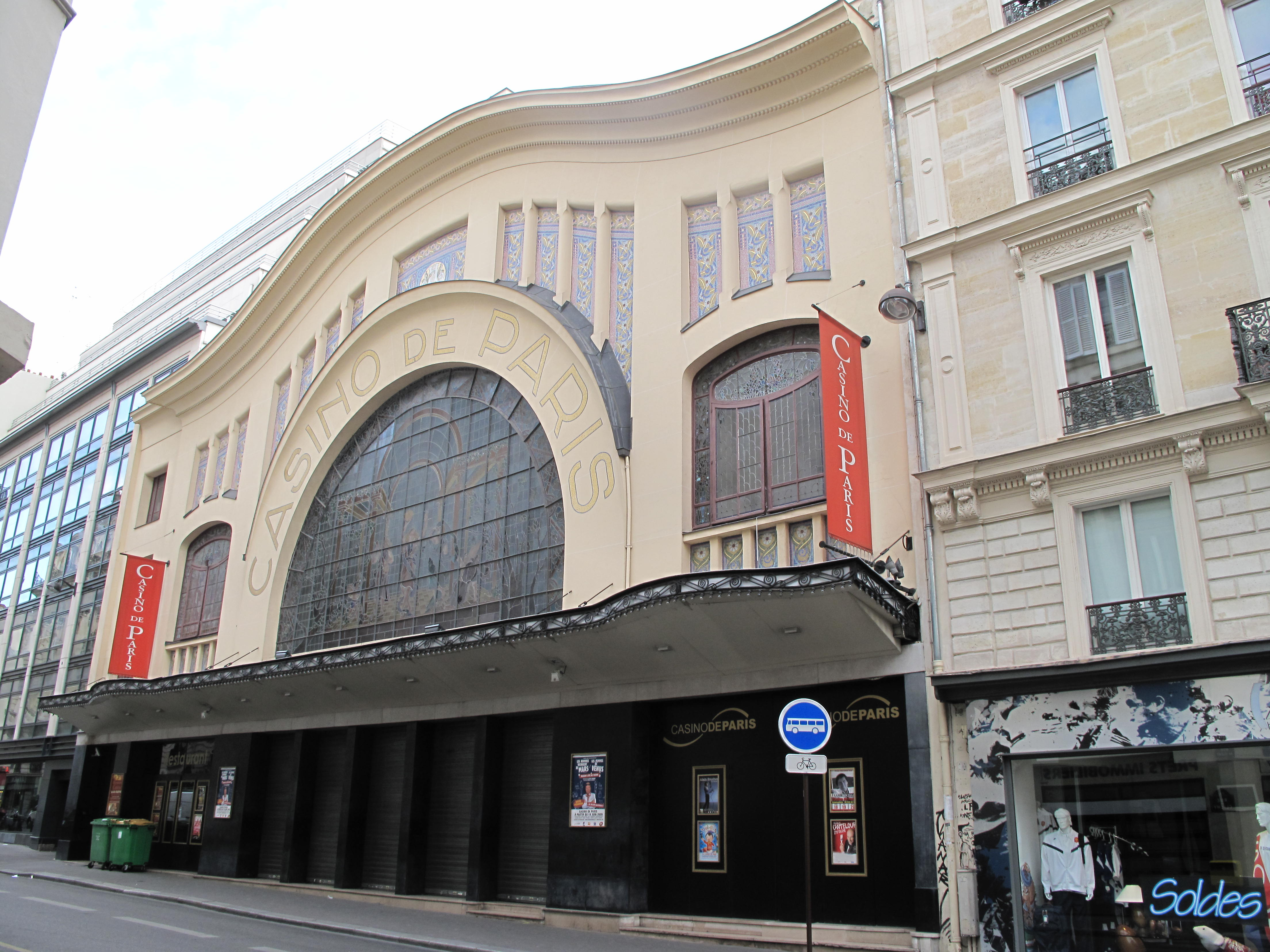
Фасад Казино де Парі, в якому виступав музикант

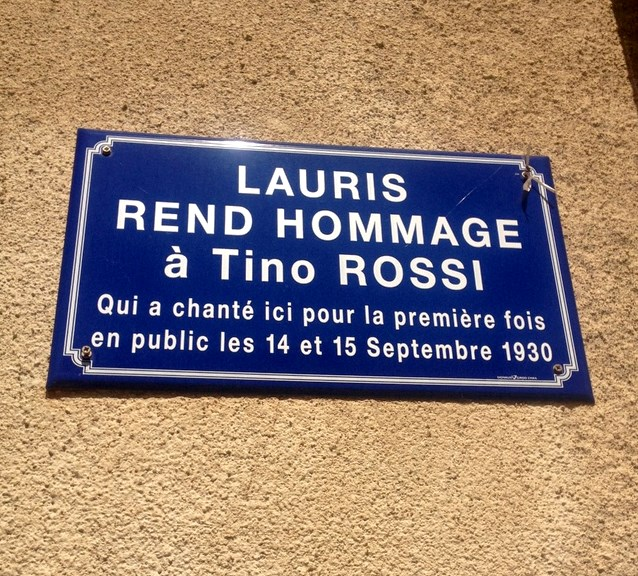
Табличка з написом в якому йдеться про те, що кар'єра співака розпочалась у Провансі.

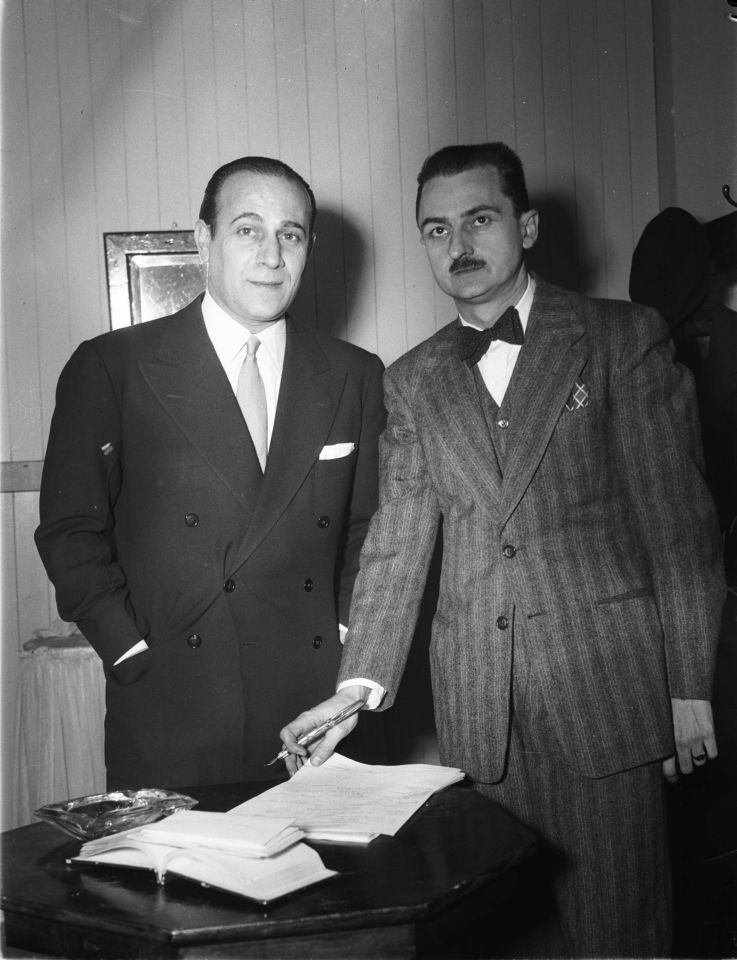
Тіно Россі з Жаном-Марією Боде з радіостанції C.B.C. в Монреалі в 1947 році.

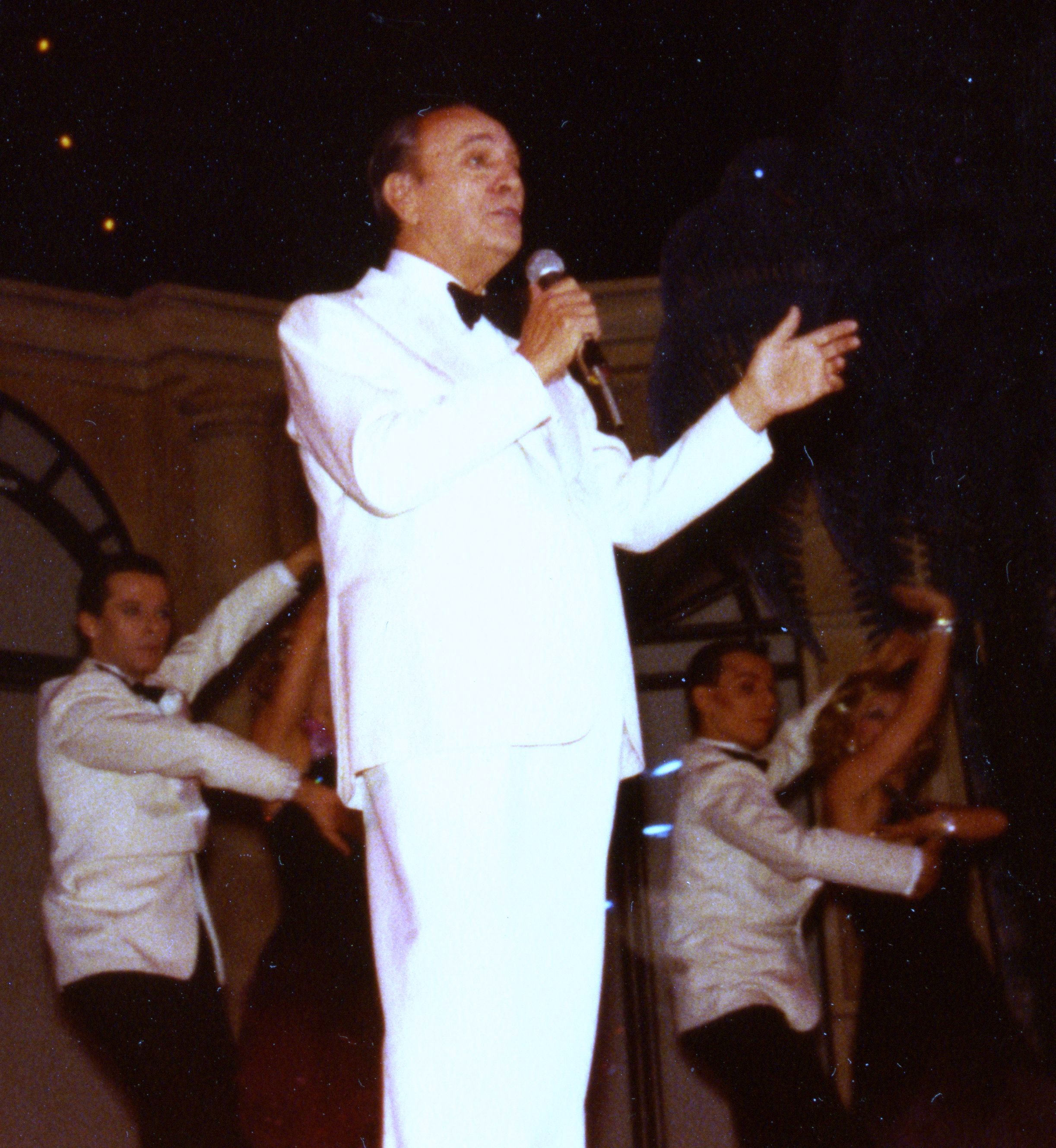
Останній виступ на сцені Тіно Россі в Казино «Париж» неділя, 2 січня 1983 року.

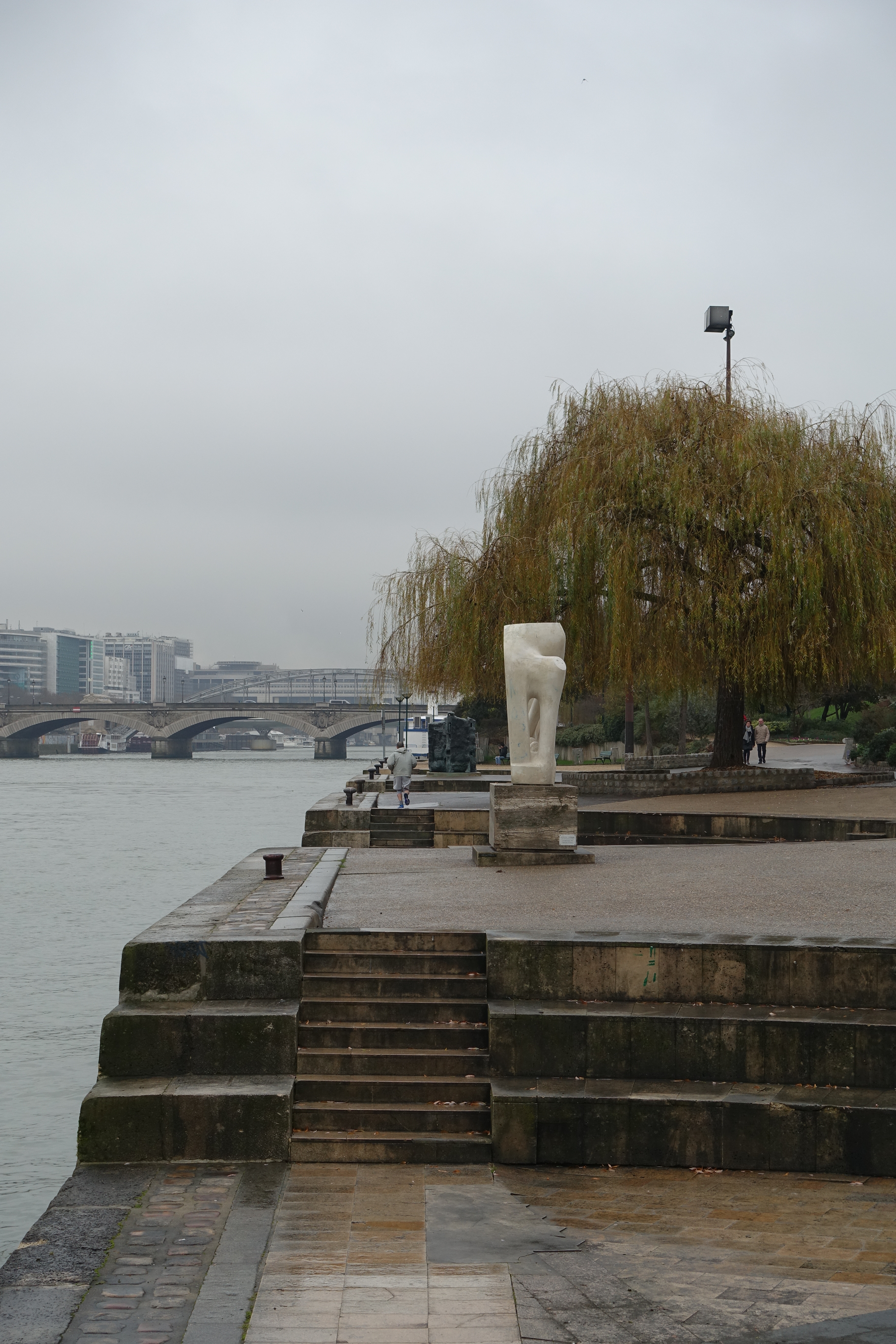
Статуя створена на честь музиканта, Музей скульптури, Quai Saint-Bernard,Париж

## Пісні
Цей список представляє лише вибрані пісні Тіно Россі:
- Petit Papa Noël
- Il pleut sur la route
- Tant qu'il y aura des étoiles
- Un violon dans la nuit
- J'attendrai
- Marinella
- Ô Corse, île d'amour
- Tango de Marilou
- Catari catari
- Le chant du gardian
- Oh! Mon Papa
- C'est à Capri
- Le Plus Beau Tango du monde
- Ma ritournelle
- Bohémienne aux yeux noirs
- Vieni, vieni
- Chanson pour nina
- Guitare d'amour
- Un jour, je te dirai